# The Mentalist
The Mentalist er en amerikansk politidrama-serie skabt af Bruno Heller, instrueret af Chris Long og David Nutter. Første sæson startede på dansk tv den 2. februar 2009 på TV3 klokken 21:00.

## Om serien
Patrick Jane arbejdede som clairvoyant blandt andet på tv, men stoppede da seriemorderen Red John dræbte hans kone og datter. Han holdt derefter op med at påstå, at han havde overnaturlige evner og er nu meget skeptisk overfor alle, der siger, at de har disse evner. Dog er han noget af en menneskekender. Han kender meget til psykologi, er meget observant, han kan bruge hypnose og har en meget god hukommelse. Derfor er han for eksempel i stand til at se om folk lyver ved at kigge på deres kropssprog. Han bruger mange forskellige teknikker til at se om folk lyver, fx om deres puls er uregelmæssig eller de rødmer. Disse evner har han valgt bruge til at hjælpe California Bureau of Investigation (CBI) med at fange Red John. 
Men der er også mange andre sager, hvor bureauet kan bruge hans hjælp, hvorfor de færreste afsnit i serien handler om Red John. Jane er ikke ansat ved CBI, men arbejder som konsulent. Han har ikke en pistol og er ofte ligeglad med hvad den øverste chef har udstukket af ordrer.
Fordi Jane er så dygtig som han er, tror mange af hans kollegaer i CBI, at han i virkeligheden har de overnaturlige evner, som han påstår ikke eksisterer. 
En højtstående agent Teresa Lisbon er generelt hans samarbejdspartner i CBI. Hun bryder sig ikke altid om de små tricks, som Jane gør brug af.

## Medvirkende
| Rolle          | Skuespiller     |
| -------------- | --------------- |
| Patrick Jane   | Simon Baker     |
| Teresa Lisbon  | Robin Tunney    |
| Kimball Cho    | Tim Kang        |
| Wayne Rigsby   | Owain Yeoman    |
| Grace Van Pelt | Amanda Righetti |

### Øvrige medvirkende
| Rolle               | Skuespiller         |
| ------------------- | ------------------- |
| Virgil Minelli      | Gregory Itzin       |
| Kristina Frye       | Leslie Hope         |
| Madeleine Hightower | Aunjanue Ellis      |
| Walter Mashburn     | Currie Graham       |
| Samuel Bosco, Jr.   | Terry Kinney        |
| Brett Stiles        | Malcolm McDowell    |
| Brett Patridge      | Jack Plotnick       |
| J.J. LaRoche        | Pruitt Taylor Vince |
| Craig O'Laughlin    | Eric Winter         |